# Плутоніца
Плутоніца (рум. Plutonița) — село у повіті Сучава в Румунії. Адміністративно підпорядковане місту Фрасін.
Село розташоване на відстані 339 км на північ від Бухареста, 39 км на південний захід від Сучави, 140 км на захід від Ясс.

## Населення
За даними перепису населення 2002 року у селі проживали 1260 осіб.
Національний склад населення села:
| Національність | Кількість осіб | Відсоток |
| -------------- | -------------- | -------- |
| румуни         | 1252           | 99,4%    |
| цигани         | 8              | 0,6%     |

Рідною мовою назвали:
| Мова      | Кількість осіб | Відсоток |
| --------- | -------------- | -------- |
| румунська | 1252           | 99,4%    |
| циганська | 8              | 0,6%     |